# Grundloven af 5. juni 1953 (dokumentarfilm)
Grundloven af 5. juni 1953 er en dansk dokumentarisk optagelse fra 1953.

## Handling
Kong Frederik 9. har stadfæstet den nye Grundlov af 5. juni 1953. Statsminister Erik Eriksen (Venstre) holder tale, hvori han redegør for grundlovens historie og betydning. Han giver ordet videre til Folketingets formand Gustav Pedersen, som redegør for de væsentlige ændringer. Medvirkende: rigsdagsmedlemmer og ministeriet. Kong Frederik 9. er ikke til stede.